# Região Geográfica Imediata de Porto Grande

Localização da Região Imediata de Porto Grande no Amapá.

A Região Geográfica Imediata de Porto Grande é uma das 4 regiões imediatas do estado brasileiro do Amapá, uma das 2 regiões imediatas que compõem a Região Geográfica Intermediária de Oiapoque-Porto Grande e uma das 509 regiões imediatas no Brasil, criadas pelo IBGE em 2017. É composta de 4 municípios: Ferreira Gomes, Pedra Branca do Amapari, Porto Grande e Serra do Navio.